# Mats Almgren
Mats Almgren, född 1940, är en svensk kemist. Han disputerade 1974 vid Chalmers tekniska högskola, blev 1982 professor i fysikalisk kemi vid Uppsala universitet och är numera professor emeritus. Han är ledamot av Kungl. Vetenskapssamhället i Uppsala och Kungliga Vetenskaps-Societeten i Uppsala.